# RandstadRail
RandstadRail è un servizio di trasporto pubblico nella provincia dell'Olanda Meridionale. Prende il nome dalla conurbazione della Randstad, della quale le città collegate, L'Aia, Zoetermeer e Rotterdam, fanno parte. La rete utilizza principalmente linee ferroviarie, metropolitana e tram già esistenti, connesse tra di loro da nuovi manufatti. I gestori sono HTM dell'Aia e RET di Rotterdam. RandstadRail è un sistema ibrido composto da vetture a piano basso (tram) e a piano alto (metropolitana). Le stazioni in comune hanno banchine allungate con una parte a livello alto per le vetture tipo metropolitana e a livello più basso per le vetture tipo tram. La rete è composta da una linea metropolitana, la linea E della metropolitana di Rotterdam, tre linee di metropolitana leggera della rete tranviaria dell'Aia, linee 3, 4 e 19 e due linee di autobus di raccordo tra Zoetermeer e Rotterdam, linee 170 e 173.

## Metropolitana e metropolitana leggera
La rete RandstadRail è composta da 3 linee di metropolitana leggera ed 1 linea metropolitana.
| Linea | Percorso                               | Via | Operatore |
| ----- | -------------------------------------- | --- | --------- |
| 3     | Loosduinen - Zoetermeer Centrum West   | Arnold Spoelplein - Pisuissestraat - Mozartlaan - Heliotrooplaan - Muurbloemweg - Hoefbladlaan - De Savornin Lohmanplein - Appelstraat - Zonnebloemstraat - Azaleaplein - Goudenregenstraat - Fahrenheitstraat - Valkenbosplein - Conradkade - Van Speijkstraat - Elandstraat - Centro medico Westeinde - Brouwersgracht - Grote Markt - Spui - Stazione Centraal - Beatrixkwartier - Laan van NOI - Voorburg 't Loo - Leidschendam-Voorburg - Forepark - Leidschenveen - Voorweg (piattaforma sotterranea) - Centrum West - Stadhuis - Palenstein - Seghwaert - Leidsewallen - De Leyens - Buytenwegh - Voorweg (piattaforma di superficie) - Meerzicht - Driemanspolder - Delftsewallen - Dorp - Centrum West | HTM       |
| 4     | De Uithof - Zoetermeer Javalaan        | De Uithof - Beresteinaan - Bouwlustlaan - De Rade - Dedemsvaart - Zuidwoldepad - Leyenburg - Monnickendamplein - Tienhovenselaan - Dierenselaan - De La Reyweg - Monstersestraat - Centro medico Westeinde - Brouwersgracht - Grote Markt - Spui - Stazione Centraal - Beatrixkwartier - Laan van NOI - Voorburg 't Loo - Leidschendam-Voorburg - Forepark - Leidschenveen - Voorweg (piattaforma sotterranea) - Centrum West - Stadhuis - Palenstein - Seghwaert - Willem Dreeslaan - Oosterheem - Javalaan | HTM       |
| 19    | Leidschendam Leidsenhage - Delft Noord | Centro medico Antoniushove - Leidsenhage - Weigelia - Oosteinde - Oude Middenweg - Klaverveld - Leidschenveen Centrum - Lanen - Stazione di Ypenburg - Gruttosingel - Scholekstersingel - Ypenburg Centrum - Anthony Fokkersingel - Brasserskade - Nieuwe Plantage - Wateringsevest - Prinsenhof - Stazione di Delft - Krakeelpolderweg - Hovenpassage - Martinus Nijhofflaan - Diepenbrockstraat - Van der Slootsingel - Sadatweg - Bikolaan - Abtswoudsepark | HTM       |
| E     | Stazione Centraal - Rotterdam Slinge   | Stazione Laan van NOI, Voorburg 't Loo, Leidschendam-Voorburg, Forepark, Leidschenveen, Nootdorp, Pijnacker, Berkel/Rodenrijs, Melanchtonweg, Blijdorp, Stazione di Rotterdam Centraal, Beurs, Zuidplein | RET       |